# Anomobryum gemmigerum
Anomobryum gemmigerum är en bladmossart som beskrevs av Brotherus 1910. Anomobryum gemmigerum ingår i släktet Anomobryum och familjen Bryaceae. Inga underarter finns listade i Catalogue of Life.